# 135년

## 연호
- 후한(後漢) 양가(陽嘉) 4년

## 기년
- 후한(後漢) 순제(順帝) 10년
- 신라(新羅) 일성 이사금(逸聖泥師今) 2년
- 고구려(高句麗) 태조대왕(太祖大王) 83년
- 백제(百濟) 개루왕(蓋婁王) 8년

## 사건
- 유대인들의 반란이 섹스투스 율리우스 세베루스 장군에게 진압되면서 황제의 명에 따라 유대인들은 강제로 전국 각지로 뿔뿔이 흩어지게 되었다.